# Фукозидоз
Фукозидо́з (недоста́точность α-L-фукозида́зы) — редкое наследственное заболевание из группы лизосомных болезней накопления, связанное с недостаточностью гидролаз, расщепляющих полисахаридные связи. В результате внутри клеток накапливаются два класса макромолекул: гликолипиды и гликопротеины. Клиническая картина связана с мутацией, приводящей к повреждению или дефициту фермента лизосом альфа-L-фукозидазы и характеризуется разнообразными соматическими проявлениями и нарушением функции нервной системы.
Заболевание также встречается и у животных, например, описан фукозидоз у собак, в частности английских спрингер-спаниэлей.

## Патогенез
Развитие клинической симптоматики обусловлено генетическим дефектом — мутацией гена FUCA1, расположенного на коротком плече 1-й хромосомы (локус 1p36.11), кодирующего фермент лизосом α-L-фукозидазу. Этот фермент участвует в расщеплении олигосахаридов, входящих в состав гликопротеинов. 

## Наследование

Аутосомно-рецессивный механизм наследования фукозидоза: оба родителя являются носителями дефектного гена (помечен красным кружочком). По законам Менделя вероятность того, что дети будут носителями мутантного гена (как их родители), — 50 %, вероятность рождения ребёнка без мутации — 25 %, вероятность рождения больного ребёнка — 25 %.

Недостаточность α-L-фукозидазы наследуется, как и подавляющее большинство лизосомных болезней накопления, по аутосомно-рецессивному типу наследования. Следовательно, с одинаковой частотой встречается как у мужчин, так и у женщин. Заболевание клинически манифестирует только в случае, когда обе аутосомы, полученные по одной от отца и матери, являются дефектными (повреждение обеих копий гена FUCA1, находящихся на гомологичных аутосомах, локус 1p36.11).

## Прогноз
Неблагоприятный: чрезмерное накопление сложных углеводов внутри клеток ведёт к летальному исходу в детском возрасте.